# Chopera (Madrid)
La Chopera es el nombre de uno de los barrios administrativos del distrito de Arganzuela, en Madrid (España). Se encuentra delimitado por el puente de Praga y el paseo de Santa María de la Cabeza al oeste, la glorieta de Santa María de la Cabeza al norte, la calle Embajadores, la plaza de la beata María Ana de Jesús y el paseo de las Delicias al este y la plaza de Legazpi, la calle Vado de Santa Catalina y el río Manzanares al sur. Está rodeado por los barrios, pertenecientes al mismo distrito, de Las Acacias, Palos de la Frontera, Las Delicias y Legazpi (de oeste a este por el norte). Al suroeste, separado por el río, limita con el barrio de Moscardó del distrito de Usera. Dentro del sistema actual de división de la ciudad, el distrito de Arganzuela tiene el código 02 y Chopera el 23.

## Historia
Antiguamente, toda la zona sur del actual barrio, más o menos desde el actual puente de Toledo hasta el de la Princesa, estaba ocupada por una isla del río Manzanares. Lo que ahora es el paseo de la Chopera eran prados. Junto a la actual plaza del general Maroto, en el citado paseo, probablemente dentro de los terrenos que actualmente ocupan los edificios del antiguo matadero, había un molino. Según un pleito de 1427 la isla fue atribuida al señorío del Molino de la Arganzuela y era propiedad de la villa. El Concejo hizo una petición para crear en los terrenos una dehesa y por una provisión real de los Reyes Católicos de 1492 se le concedió, ampliándose con terrenos particulares, para lo cual se hizo un nuevo deslinde para pagar a sus dueños. Se creó así la dehesa de la Arganzuela, donde los vecinos podían llevar a pastar su ganado. Aunque no se sabe sus límites exactos, probablemente abarcaba toda la zona desde la actual calle del Doctor Vallejo-Nágera hasta el río, por lo que buena parte del actual barrio de la Chopera formaría parte de ella.
En tiempos de Fernando VI se comienzan a crear varios paseos en toda la zona sur de la ciudad hasta el río Manzanares. Sirven de acceso a la ciudad y como zona de esparcimiento para los ciudadanos. Los paseos se disponen en tridente: tres calles que salen de una misma plaza. El barrio de la Chopera se encuentra situado entre dos de estos paseos, que partían desde la actual glorieta del Emperador Carlos V: el de las Delicias, al este, que conducía a la zona conocida como las Delicias del río, y el de Santa María de la Cabeza, al oeste, que llevaba a la ermita de igual nombre. Muchos de ellos reciben el nombre de los árboles que se plantan en ellos, como el de la Chopera.
En 1770, Carlos III aprobó la construcción del Real Canal del Manzanares, un proyecto contemplado desde hacía dos siglos para hacer el Manzanares navegable hasta el Tajo y desde allí hasta Sevilla. Se eligieron para la cabecera los terrenos de la dehesa de la Arganzuela. Sin embargo, gran parte del terreno estaba ocupado por particulares, ya que los herederos de los antiguos propietarios de la dehesa habían ido ocupando las tierras comunales, por lo que en 1772 hubo que hacer un nuevo deslinde, lo que dio lugar a una serie de pleitos.
El canal, que solo se construyó hasta la localidad madrileña de Rivas-Vaciamadrid, corría por la orilla izquierda del río, es decir, a lo largo de todo el límite meridional del actual barrio. Junto al puente de Praga estaba situado su punto más importante, el embarcadero, con dársenas, almacenes y talleres. Hasta bien entrado el siglo XX a esta zona se la conocía como "el embarcadero". En 1818 se hicieron obras de ampliación, fundamentalmente estéticas, y se colocó en la cabecera un león de mármol sobre un pedestal flanqueado por sendas columnas de Hércules, mientras que dos escaleras de granito descendían hasta los paseos arbolados que corrían junto al canal. También se construyó una puerta que daba al paseo de Santa María de la Cabeza con una verja de hierro con alegorías del comercio y la navegación.

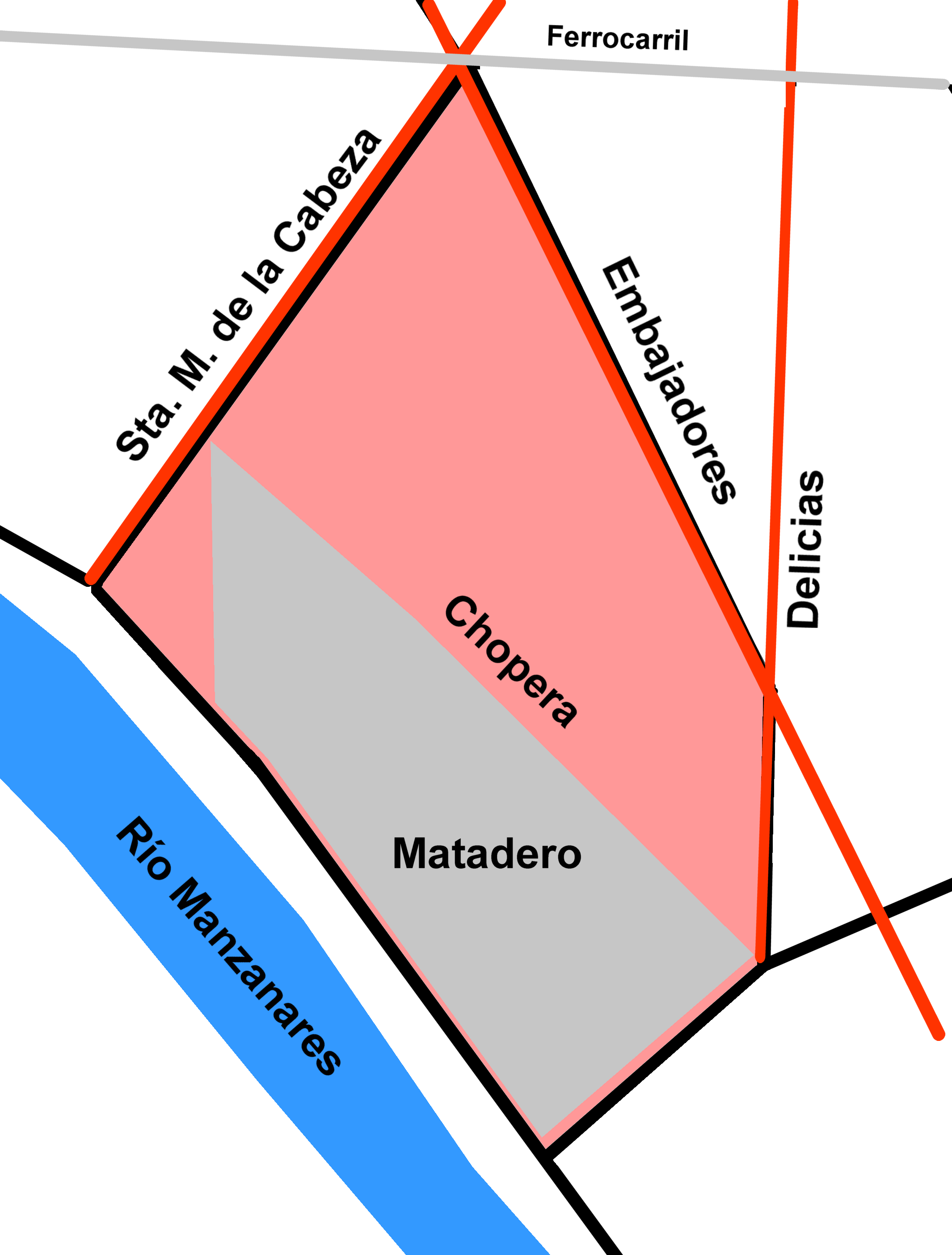
Mapa esquemático del barrio de la Chopera con los puntos principales que influyen en su evolución histórica.

Sin embargo, durante las siguientes décadas, debido a los continuos problemas por filtraciones y hundimientos y a la escasez del caudal aportado por el río, así como al carácter absolutista del reinado de Fernando VII, el canal fue cayendo en el olvido, sobre todo tras la llegada del ferrocarril, que aseguraba un más fácil transporte de mercancías y pasajeros. A mediados de siglo, el canal, semiabandonado, era foco de epidemias, por lo que en 1859 se desecó definitivamente la zona. Durante el proyecto de soterramiento de la M-30 (2004-2007) se descubrieron restos del embarcadero.
En 1860 se aprueba el Plan de Ensanche de Madrid de Carlos María de Castro, que pretendía la construcción de barrios con calles perfectamente rectilíneas en sentido norte-sur y este-oeste. Todo el barrio de la Chopera fue proyectado así. Sin embargo, especialmente en esta zona, el plan no se cumplió. Por un lado influyó la presencia de los paseos barrocos de Delicias y Santa María de la Cabeza y por otro, la instalación de numerosas fábricas por la presencia del ferrocarril. Debido a esto, la zona creció desordenadamente, con casas carentes de las mínimas medidas higiénicas mezcladas con las mencionadas fábricas, almacenes y zonas agrícolas. La situación se mantuvo hasta bien entrado el siglo XX.
En 1901 comienza la construcción del puente de la Princesa, donde está actualmente el de Andalucía, que une la calle del Vado se Santa catalina con la glorieta de Cádiz. El paso, dedicado a la princesa de Asturias, María de las Mercedes, que puso la primera piedra, sería inaugurado por el rey Alfonso XIII en 1909. Era de hierro y en 1929 fue sustituido por uno nuevo de hormigón, que a su vez sería reemplazado por otro décadas después.

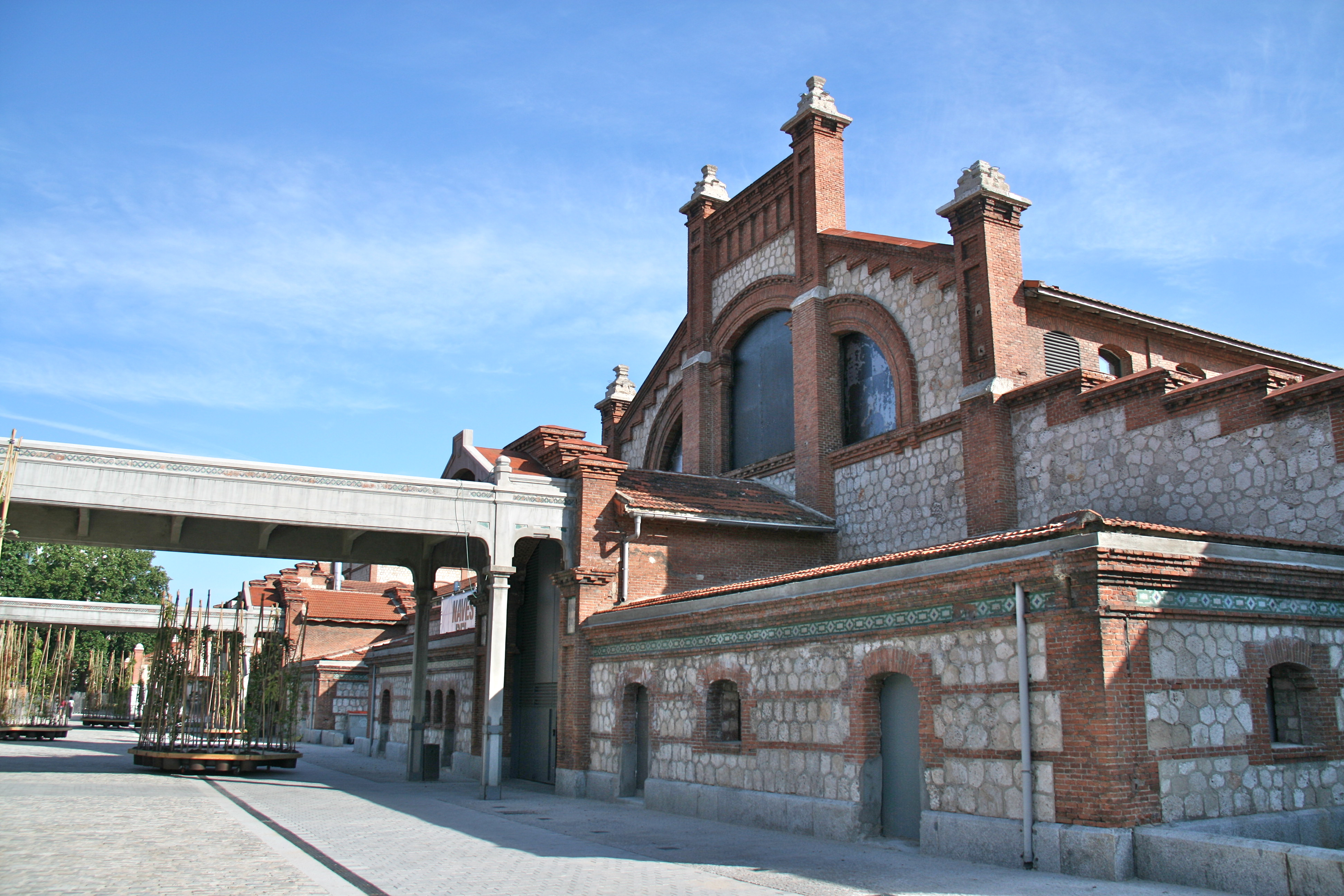
Vista del antiguo matadero, actualmente en proceso de transformación (junio de 2007).

En 1910 se comienza la construcción del matadero municipal en el terreno de la dehesa de Arganzuela por el ahorro que suponía, ya que era terreno municipal. El conjunto de edificios, de estilo neomudéjar y obra del arquitecto Luis Bellido, formó en sí mismo una pequeña ciudad incluyendo por ejemplo, una iglesia, la actual Casa del Reloj. La obra, en la que también intervino Eugenio Ribera, se termina en 1925. Con una extensión 165.415 metros cuadrados, ocupa toda la mitad suroeste del barrio. También por esta época se comienza la canalización del río, cuyo mal estado se había convertido en un problema de salud pública.
En 1928 se inauguran los edificios de la zona que se conocería como El Pico del Pañuelo, concretamente el triángulo cuyos laterales forman la calle de Guillermo de Osma y los paseos de la Chopera y de las Delicias. Estos edificios, aparte de su arquitectura exterior única y el color amarillo de sus fachadas, tienen la característica de que fueron los primeros en España en ser construido con vigas maestras de hormigón armado. Son pequeños pisos de unos 45 metros cuadrados destinados a personas de clase trabajadora.
Tras la Guerra Civil, se aprueba en 1946 un nuevo Plan de General de Ordenación Urbana de Madrid. El plan pretendía la recuperación de toda la ribera del Manzanares como un anillo verde que sirviera de acceso sur de la ciudad, con vistas a la cornisa meridional de la ciudad. Sin embargo, debido a los intereses urbanísticos, gran parte de la ribera del río acabó ocupada por edificios. Solo consiguió salvarse una parte de la antigua dehesa comunal, que se transformó en el actual parque de la Arganzuela, inaugurado en 1969, en el vecino barrio de Acacias. Esto no afectó al barrio de la Chopera pues toda la zona sur ya estaba ocupada por el matadero.

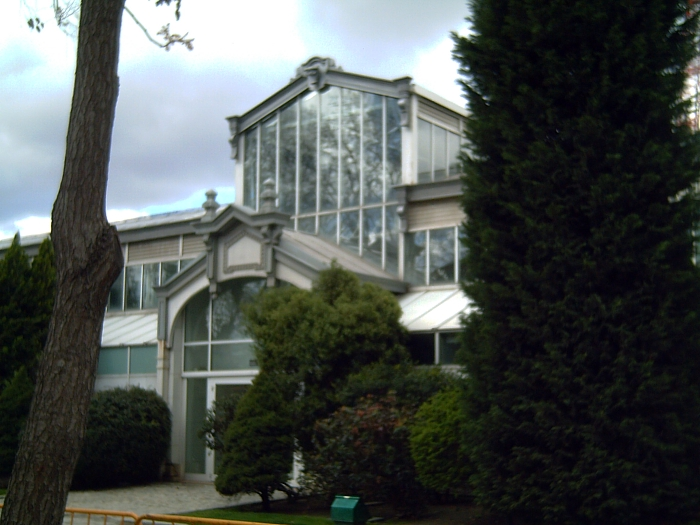
El invernadero de Arganzuela, construido en uno de los edificios del antiguo matadero.

En 1963, el antiguo plan es sustituido por el Plan General de Ordenación Urbana del Área Metropolitana de Madrid, que prevé la paulatina desaparición de la actividad industrial en la zona y la construcción de una autovía de circunvalación. Esta vía, la M-30, aisló definitivamente el barrio del río durante más de tres décadas. Con el cierre de la estación de Delicias, en los setenta, y la de Peñuelas, en los barrios vecinos de Acacias y Delicias, y el soterramiento de las vías del tren, ya en los ochenta, toda la zona sur del distrito comienza a perder definitivamente su carácter industrial, dedicándose exclusivamente a viviendas. En 1998 se clausura el matadero, en cuyas dependencias se construye un gran invernadero, el Palacio de Cristal de la Arganzuela, y diversas dependencias culturales. A todo esto hay que sumar, ya en el nuevo milenio, el soterramiento de la M-30, cuyos terrenos fueron ocupados por un parque lineal que permite el acceso desde el barrio hasta el río: Madrid Río.

## Población
Según el Anuario estadístico de 2006 del Ayuntamiento de Madrid, la población total del barrio es de 22 200 habitantes (enlace roto disponible en Internet Archive; véase el historial, la primera versión y la última). En 2022 era de 19 734 habitantes.

## Turismo

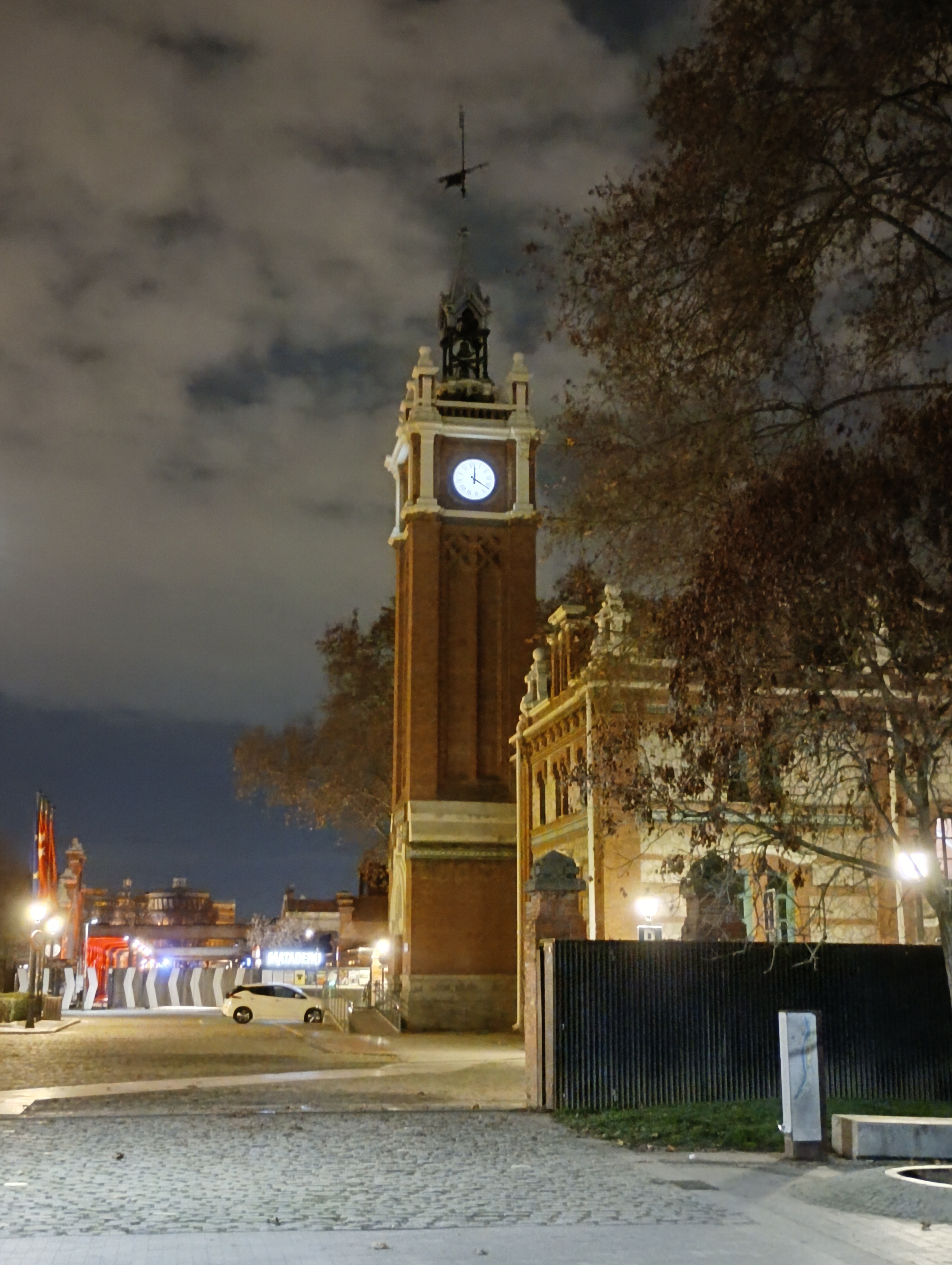
Casa del Reloj, sede de la Junta de Distrito de Arganzuela (paseo de la Chopera).

En el barrio se encuentran las instalaciones de Matadero Madrid, un complejo cultural dedicado al arte contemporáneo que ocupa parte de las dependencias del que fuera antiguo matadero de la ciudad. En él se desarrollan numerosas actividades culturales, siendo sede de eventos como ARCO, La Noche en Blanco, PHotoEspaña o DocumentaMadrid, y de instituciones como las Naves del Español (del Teatro Español), Ballet Nacional de España o la Compañía Nacional de Danza.

## Calles
- Paseo de Santa María de la Cabeza
- Glorieta de Sta. María de la Cabeza
- Calle de Embajadores
- Plaza de la Beata María Ana de Jesús
- Paseo de las Delicias
- Plaza de Legazpi
- Calle Vado de Santa Catalina
- Avenida del Manzanares
- Paseo de la Chopera
- M-30
- Calle del General Palanca
- Calle de Cáceres
- Calle de Torres Miranda
- Calle de Fernando Poo Calle Fernando Poo tras las nevadas provocadas por la borrasca Filomena en enero de 2021 en Madrid

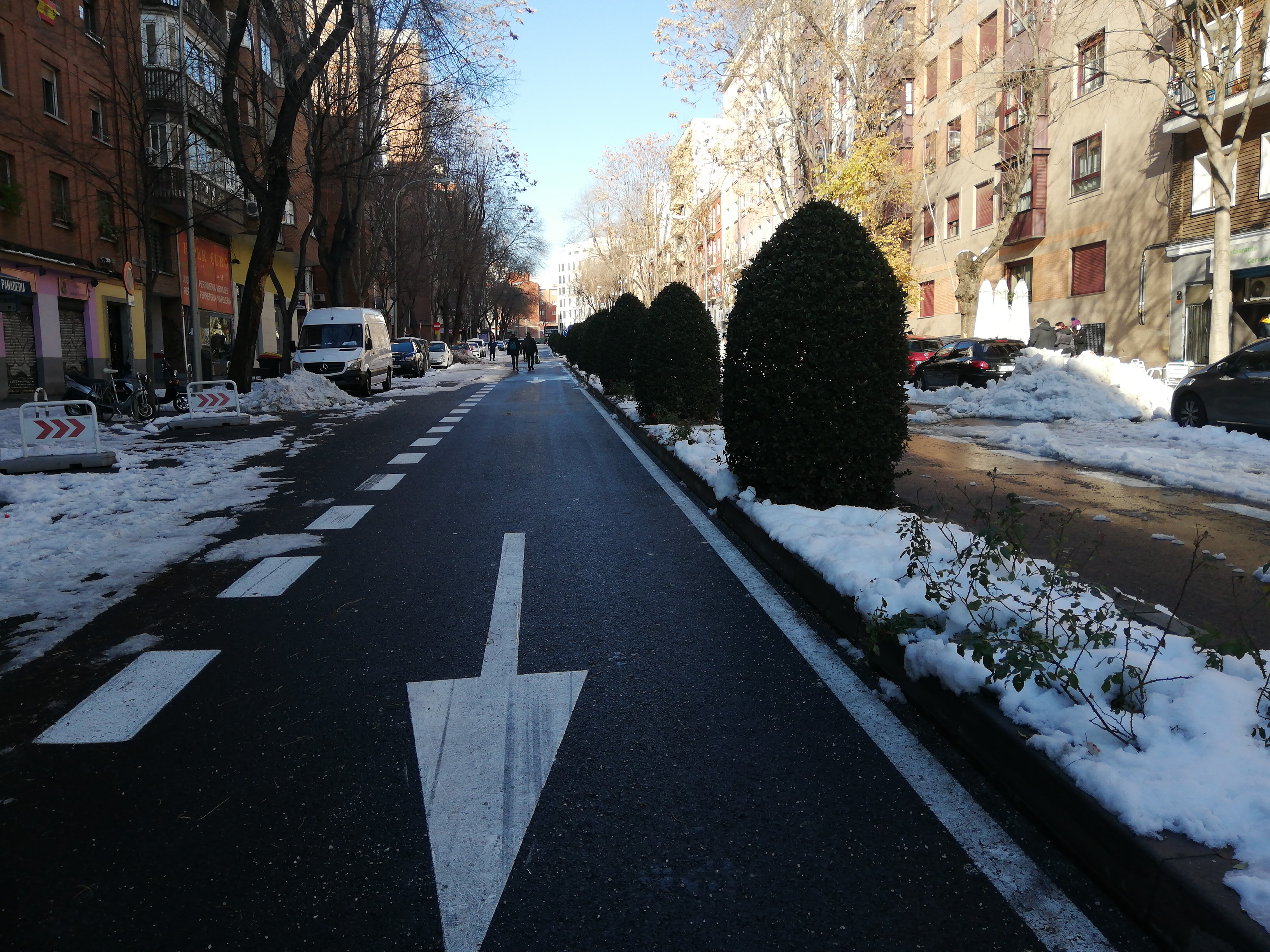
Calle Jaime El Conquistador tras las nevadas provocadas por la borrasca Filomena en enero de 2021 en Madrid

- Calle de Torres Miranda
- Calle de Aguilón

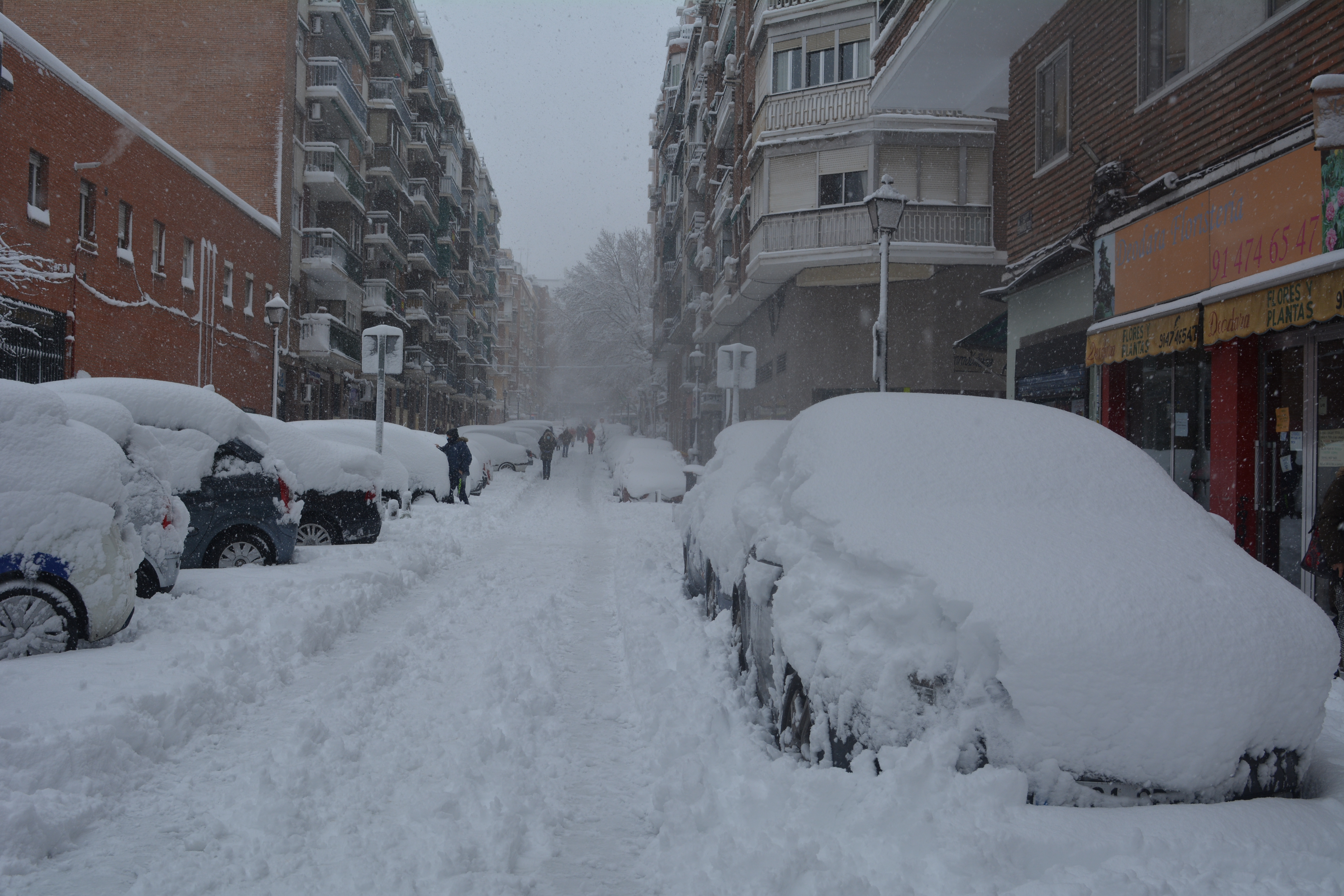
Calle Fernando Poo tras las nevadas provocadas por la borrasca Filomena en enero de 2021 en Madrid

- Calle de Jaime el Conquistador Calle Jaime El Conquistador tras las nevadas provocadas por la borrasca Filomena en enero de 2021 en Madrid
- Calle del Párroco Julio Morate
- Calle Comandante Benítez
- Calle del Divino Valles
- Calle de Eugenio Sellés
- Calle Aldea del Fresno
- Calle Tomás Borrás
- Calle de Alonso Carbonell
- Calle de Miguel Arredondo
- Plaza de José de Villarreal
- Calle de Guillermo de Osma
- Calle Benito Valderas
- Plaza de Rutilio Gacis
- Plaza del General Maroto
- Calle San Daniel
- Calle de Alejandro Saint Aubin
- Calle de San Félix
- Calle José Miguel Gordoa
- Calle Domingo Pérez de Val
- Calle Voluntarios Macabebes
- Calle San Evaristo
- Calle de Enrique Trompeta
- Paseo de los Pinos (Madrid Río)

## Transportes

### Cercanías Madrid
Ninguna estación de Cercanías da servicio a La Chopera. Las más cercanas son las de Delicias (C-10, barrio de Delicias), Embajadores (C-5, barrio de Acacias), y Méndez Álvaro (C-5 y C-10). A las estaciones de Delicias y Embajadores se puede acceder fácilmente mediante la línea 3 de Metro y diversas líneas de autobuses, mientras que a Méndez Álvaro se puede hacer lo propio con la línea 6 de Metro.

### Metro de Madrid
La única estación de metro que da servicio al barrio es la de Legazpi (L3 y L6). Sin embargo, las estaciones de Delicias, Palos de la Frontera, Embajadores y Acacias están razonablemente cerca del límite del barrio.

### Autobuses
| Línea | Terminales                           |
| ----- | ------------------------------------ |
| 6     | Jacinto Benavente – Orcasitas        |
| 8     | Legazpi – Valdebernardo              |
| 18    | Plaza Mayor – Villaverde Cruce       |
| 19    | Plaza de Cataluña – Legazpi          |
| 22    | Legazpi – Villaverde Alto            |
| 45    | Legazpi – Reina Victoria             |
| 47    | Atocha – Carabanchel Alto            |
| 55    | Atocha – Batán                       |
| 59    | Estación de Atocha – San Cristóbal   |
| 60    | Plaza de la Cebada – Orcasitas       |
| 62    | Cristo Rey – Los Puertos             |
| 76    | Plaza Beata – Villaverde Alto        |
| 78    | Embajadores – San Fermín             |
| 79    | Legazpi – Villaverde Alto            |
| 85    | Estación de Atocha – Butarque        |
| 86    | Estación de Atocha – Villaverde Alto |
| 123   | Legazpi – Villaverde Bajo            |
| 148   | Callao – Puente de Vallecas          |
| 247   | Atocha – Colonia San José Obrero     |
| N12   | Cibeles – Butarque                   |
| N13   | Cibeles – San Cristóbal              |
| N14   | Cibeles – Villaverde Alto            |
| N17   | Cibeles – Carabanchel Alto           |
| T32   | Legazpi – Mercamadrid                |
| E1    | Cibeles - La Peseta                  |